# Daniel Lindsay Russell
Daniel Lindsay Russell, Jr., född 7 augusti 1845 i Brunswick County, North Carolina, död 14 maj 1908 nära Wilmington, North Carolina, var en amerikansk politiker. Han var ledamot av USA:s representanthus 1879–1881 och North Carolinas guvernör 1897–1901.

## Biografi

### Tidig karriär
Russell avbröt sina studier vid University of North Carolina at Chapel Hill för att delta i amerikanska inbördeskriget i Amerikas konfedererade staters armé. I armén avancerade han till kapten och efter kriget studerade han juridik. Sin advokatpraktik öppnade han i Wilmington. Russell arbetade som domare 1868–1874. Han gick med i Republikanska partiet och deltog i partiets konvent inför presidentvalet i USA 1876. Därefter bytte han parti till Greenbackpartiet som han representerade i USA:s representanthus i två år. Efter att ha återvänt till republikanerna förespråkade han nära samarbete mellan Republikanska partiet och Populistpartiet. Han hade flera motståndare i båda partierna men lyckades bli nominerad som en så kallad fusionskandidat när partierna gjorde gemensam sak i guvernörsvalet 1896 för att besegra demokraterna.

### Guvernör
Russell tillträdde guvernörsämbetet år 1897 och hade utvidgningen av rösträtten som en viktig profilfråga som också drevs igenom. Även utökad självstyre på countynivå var en av Russells viktigaste målsättningar. Han misslyckades att bedriva igenom en betydande reform av delstatens politik beträffande järnvägarna. Demokraterna i North Carolina som hade gått mist om guvernörsämbetet bedrev en våldsam kampanj mot afroamerikanernas rösträtt till vilket ändamål de nyttjade paramilitära styrkor, så kallade rödskjortor. 
En viktig vändpunkt var valet till delstatens lagstiftande församling år 1898 där demokraterna fick majoritet efter den omfattande terrorkampanjen. Att rösta var problematiskt även för Russell själv som inte var uppställd i valet men som guvernör var demokraternas huvudmotståndare. Röstningen i sig gick trots allt för Russells del utan incidenter men på vägen tillbaka till guvernörsresidenset i Raleigh steg ett gäng rödskjortor på tåget och letade efter honom. Russell undkom dem genom att gömma sig i bagageutrymmet. Efter den upplevelsen övervägde Russell att avgå i förtid men satt ändå kvar som guvernör till mandatperiodens slut år 1901.